# Билабонг
Билабонг (на английски: Billabong) е вид крайречно езеро, обикновено свързано с река. Езерото се формира в резултат на изменението на руслото на реката или в резултат на сезонното ѝ пресъхване.
Макар някои автори да смятат, че думата има шотландски корен, тя най-много наподобява думата bilabaŋ от езика на обитаващия Австралия етнос вираджури.
Думата билабонг често се използва в произведения на австралийската литература, например в стихотворението „Waltzing Matilda“ на австралийския поет Банджо Патерсон. То се превръща и в неофициален химн на Австралия.